# Sheldon Whitehouse
Sheldon Whitehouse (ur. 20 października 1955 w Nowym Jorku) – amerykański prawnik i polityk, senator USA 1 klasy stanu Rhode Island (od 2007).
W latach 1982–1983 pracował jako asystent sędziego w Apelacyjnym Sądzie Najwyższym stanu Wirginia Zachodnia. Następnie jako asystent stanowego prokuratora generalnego stanu Rhode Island (1985–1989). Potem przez kilka lat pracował w gabinecie gubernatora stanu Rhode Island Bruce’a Sundlun’a.
W 1994 prezydent Bill Clinton mianował go prokurator federalnym. W 1998 został wybrany w wyborach na stanowego prokuratora generalnego stanu Rhode Island. W 2002 bezskutecznie ubiegał się o partyjną nominację do wyborów na stanowego gubernatora.
W wyborach (2006) do Senatu USA zmierzył się z urzędującym senatorem Lincoln Chafee, którego pokonał otrzymując 53% głosów za. 4 stycznia 2007 został zaprzysiężony na senatora.